# Salvador Alegre
Salvador Alegre Mena (20 de agosto de 1960, Puerto Real, CádizEspaña), a menudo referido como Boro, es un exjugador de fútbol español. Jugaba de centrocampista, y en ocasiones de delantero. Jugó en clubes como el Real Oviedo, y Xerez CD.

## Clubes
| Club        | Temporada | PJ | Goles |   |   |
| ----------- | --------- | -- | ----- | - | - |
| Real Oviedo | 1983-84   | 23 | 3     | 5 | 1 |
| Xerez CD    | 1986-87   | 32 | 7     | 6 |   |
| Xerez CD    | 1987-88   | 20 | 1     | 1 | 3 |
| Xerez CD    | 1988-89   | 28 |       | 4 | 1 |
| Xerez CD    | 1989-90   | 29 | 1     | 7 | 1 |
| Xerez CD    | 1990-91   | 17 | 2     | 7 |   |